# Le Chant de Jimmy Blacksmith
Pour plus de détails, voir Fiche technique et Distribution.
Le Chant de Jimmy Blacksmith (The Chant of Jimmie Blacksmith) est un film australien réalisé par Fred Schepisi, sorti en 1978.

## Synopsis
Le film est en partie inspiré par une histoire réelle. Jimmie Blacksmith est l'enfant d'une mère aborigène et d'un père blanc. Il est élevé par un pasteur protestant et sa femme Martha, un couple qui espère que leur influence et leur éducation lui donneront accès à de plus grandes opportunités dans l'Australie du début du XXe siècle. Avec une lettre de recommandation de sa famille d'accueil, il part à la recherche d'un travail pour s'établir, mais il est exploité par ses employeurs successifs. Il est sous-payé et rabaissé. Puis il trouve une certaine stabilité en travaillant dans une ferme où il est traité un peu mieux, dans un premier temps. Il épouse une petite amie blanche, Gilda Marshall, qui est déjà très enceinte quand elle arrive pour emménager avec lui. Gilda donne plus tard naissance à un enfant blanc, dont le père n'est manifestement pas Jimmie. Bien que troublé par la réaction de leur entourage, il accepte avec enthousiasme d'être parent. La situation se tend par la suite et tourne au drame et au moment de folie. 

## Fiche technique
- Titre : Le Chant de Jimmy Blacksmith
- Titre original : The Chant of Jimmie Blacksmith
- Réalisation : Fred Schepisi
- Scénario : Fred Schepisi d'après le roman de Thomas Keneally
- Musique : Bruce Smeaton
- Photographie : Ian Baker
- Décors : Wendy Dickson
- Costume : Bruce Finlayson
- Maquillage : Deryck De Niese
- Coiffure : Cheryl Williams
- Montage : Brian Kavanagh (en)
- Production :
  - Producteur : Fred Schepisi
  - Producteur associé : Roy Stevens
- Société de production : Industrial Entertainment
- Sociétés de distribution : Hoyts, Umbrella Entertainment
- Pays de production :  Australie
- Langue : anglais
- Format : Couleurs - 2,35:1 - Mono
- Genre : Drame
- Durée : 120 minutes
- Sortie : 21 juin 1978 (Australie)

## Distribution
- Tom E. Lewis : Jimmie Blacksmith
- Freddy Reynolds : Mort Blacksmith
- Ray Barrett (en) : Farrell
- Jack Thompson : Révérend Neville
- Angela Punch McGregor (en) : Gilda Marshall
- Steve Dodd : Tabidgi
- Peter Carroll (en) : McCready
- Ruth Cracknell (en) : Mme Heather Newby
- Don Crosby (en) : Jack Newby
- Elizabeth Alexander (en) : Petra Graf
- Peter Sumner (en) : Dowie Steed
- Tim Robertson (en) : Healey
- Ray Meagher (en) : Dud Edmonds
- Brian Anderson : Hyberry
- Jane Harders : Mme Healey
- Julie Dawson : Martha Neville
- Jack Charles : Harry Edwards
- Arthur Dignam (en) : Man in Butcher Shop
- Robyn Nevin : Mme McCready
- Gregory Apps : Smith
- Jillian Archer : Young Nun
- John Bowman : Mullett
- Bryan Brown : Shearer
- Michael Carman : J.C. Thomas
- Marshall Crosby (en) : Peter Newby
- Ian Gilmour (en) : Eddie
- Alan Hardy (en) : Carmichael
- Lauren Hutton :
- John Jarratt : Michaels
- Thomas Keneally : cuisinier
- Kate Lilley (en) : Vera Newby
- Justine Saunders : Nancy
- Alexandra Schepisi (es) : Baby Healey
- Kevin Miles (en) : Knoller (non-crédité)

## Accueil
L'accueil critique est bon, mais l'accueil public à sa sortie en Australie est plus réservé. Il est meilleur aux États-Unis,

## Sélection
Le film reçoit plusieurs distinctions cinématographiques australiennes, et, au niveau international, est sélectionné pour la compétition du Festival de Cannes 1978